# Federico di Stade
Federico (... – 13 aprile 1135) è stato un nobile tedesco fu visconte di Stade dal 1106 al 1114 e conte di Stade dal 1128 alla morte.

## Biografia
La madre di Federico era inglese e morì in un naufragio al largo della costa tedesca: ella stava fuggendo dall'Inghilterra dopo la conquista dell'isola da parte di Guglielmo il Conquistatore. 
Alla morte di Lotario Udo III nel 1106, il titolo di margravio della marca del Nord passò a suo fratello Rodolfo I. Il titolo di conte di Stade andò anch'esso con ogni probabilità a Rodolfo, ma Federico fu nominato amministratore della contea come visconte di Stade fino a quando il figlio di Lotario Udo, Enrico, avrebbe potuto assumere il ruolo di conte e margravio. 
Federico si schierò con Lotario di Süpplingenburg, poi duca di Sassonia, contro l'imperatore Enrico V. Fu imprigionato con Lotario e infine rilasciato dall'imperatore. Dopo la battaglia di Welfesholz, senza ulteriori aiuti previsti dall'imperatore, Lotario si dimostrò un buon alleato e il suo ruolo di conte assicurato. 
Quando Enrico II divenne maggiorenne nel 1114, questo divenne conte di Stade. Alla sua morte nel 1128, Federico fu ufficialmente investito dall'arcivescovo Adalbero di Brema della contea di Stade. 
Dopo la morte di Federico nel 1135, la contea di Stade tornò alla dinastia degli Udonidi e il comitato fu assunta da Udo V. Federico fu sepolto nel monastero di Harsefeld vicino agli altri conti di Stade. 